# Азза бинт Фейсал
Азза бинт Фейсал (араб. عزة بنت فيصل‎; 1905, Стамбул, Османская империя — 1960, Лондон, Великобритания) — старшая дочь короля Сирии и Ирака Фейсала I. В 1936 году сбежала с женихом в Грецию и приняла православие, взяв имя Анастасия.

## Биография

### Происхождение и ранние годы
Азза бинт Фейсал родилась в 1905 году в Стамбуле в семье принца Фейсала и его супруги Хазимы бинт Насер. У неё был младший брат король Гази I (1912—1939) и две младшие сестры — принцессы Раджиха (1907—1959) и Раифа (1910—1934). Во время Великого арабского восстания проживала в Мекке вместе с братом, сёстрами и другими членами семьи. 
В конце 1918 года переехала вместе со своими родными в Дамаск. В 1920 году её отец был провозглашён королём Сирии, но 24 июля 1920 года Фейсал I был свергнут с престола и им пришлось покинуть Сирию. В 1921 году Фейсал I был провозглашён королём Ирака и Азза вместе с родными в 1924 году переехала в Багдад.

### Побег
В правление своего младшего брата Гази I посетила с ним Грецию, где познакомилась с молодым человеком Анастасиосом. Они начали тайно переписываться, скрывая отношения от членов королевской семьи. 
В 1936 году принцесса Азза притворилась больной, кашляя и сплёвывая на землю фальшивую кровь, которая на самом деле была красным тоником. По рекомендации дворцовых врачей Гази I отправил сестру на остров Родос в сопровождении сестры Раджихи и трёх служанок. Покинув Родос, принцесса отправилась в Афины, где сочеталась браком со своим возлюбленным. Она приняла православие, взяв имя Анастасия. Это имя она взяла в честь своего супруга и великой княжны Анастасии Николаевны — младшей дочери императора Николая II и Александры Фёдоровны, расстрелянной со своей семьей. 
Она написала сестре письмо на английском языке, в котором объяснила свое решение об отделении от королевской семьи и намерении выйти замуж за человека, которого любит. Она объяснила, что её мать и брат никогда не примут мужа-христианина, работающего официантом в кафе.

### Дальнейшая жизнь и смерть
После побега принцесса была королевским указом исключена из династии Хашимитов и перестала получать пособия. Принцесса и её супруг проживали на Кипре и в Лондоне. В 1939 году супруги расстались, и Азза уехала в Рим, где получала ежемесячные пособия. В 1944 году пособия перестали выплачиваться, она стала нищенствовать на улицах, где ей подавали милостыню. 
В 1945 году вернулась в Лондон и встретилась с премьер-министром Уинстон Черчиллем и рассказала о своём положении. По совету своего родственника принца Абд аль-Илаха поселилась в  Иерусалиме и стала получать пособия. Затем она переехала в Амман, где проживала до 1960 года. Скончалась в одной из больниц Лондона от рака. Её тело было доставлено в Иорданию, где и было похоронено на кладбище Хашимитской династии.